# Lijst van rijksmonumenten in Vechten
De plaats Vechten telt 36 inschrijvingen in het rijksmonumentenregister. Hieronder een overzicht. De rijksmonumenten rond Fort bij Vechten die te maken hebben met de Nieuwe Hollandse Waterlinie staan hieronder geclusterd. 

## Diverse rijksmonumenten
| Object                                                                          | Oorspronkelijke functie? | Bouwjaar      | Architect | Locatie    | Coördinaten?                | Nr.?   | Afbeelding        |
| ------------------------------------------------------------------------------- | ------------------------ | ------------- | --------- | ---------- | --------------------------- | ------ | ----------------- |
| Overblijfselen van het Romeinse fort Fectio met naastgelegen burgernederzetting | Archeologisch monument   | Romeinse tijd |           |            | 52° 3' 25" NB, 5° 10' 2" OL | 45717  | Meer afbeeldingen |
| Nieuw Slagmaat                                                                  | Boerderij                | 1881          |           | Marsdijk 5 | 52° 3' 17" NB, 5° 9' 24" OL | 511597 | Nieuw Slagmaat    |

## Nieuwe Hollandse Waterlinie rond Fort bij Vechten
De volgende 34 onderdelen op en rond Fort bij Vechten (onderdeel van de Nieuwe Hollandse Waterlinie), zijn ingeschreven als Rijksmonument.

### Tussen Fort bij Rijnauwen en Fort bij Vechten
Deze 4 onderdelen bevinden zich grofweg tussen Fort bij Rijnauwen en het Fort bij Vechten en zijn onderdeel van de zogenaamde tussenstelling: een geheel van defensieve werken tussen twee forten om deze opening te 'dichten'.
| Object | Oorspronkelijke functie? | Bouwjaar  | Architect | Locatie          | Coördinaten?                 | Nr.?   | Afbeelding        |
| --- | ------------------------ | --------- | --------- | ---------------- | ---------------------------- | ------ | ----------------- |
| Nieuwe Hollandse Waterlinie Cluster 41. Tussen Fort bij Rijnauwen en Fort Vechten: Schuilplaatsen type 1918/I | Kazemat                  | 1918      |           |                  | 52° 3' 44" NB, 5° 10' 24" OL | 531086 | Meer afbeeldingen |
| Tussen Fort bij Rijnauwen en Fort Vechten: Schuilplaatsen type 1918/II                                        | Kazemat                  | 1918      |           |                  | 52° 4' 0" NB, 5° 10' 32" OL  | 531087 | Meer afbeeldingen |
| Tussen Fort bij Rijnauwen en Fort Vechten: Schuilplaatsen type P                                              | Kazemat                  | 1939-1940 |           |                  | 52° 3' 41" NB, 5° 10' 18" OL | 531088 | Upload foto       |
| Tussen Fort bij Rijnauwen en Fort Vechten: Gietstalen koepelkazematten type G                                 | Kazemat                  | 1939-1940 |           |                  | 52° 3' 46" NB, 5° 10' 28" OL | 531089 | Upload foto       |
| Tussen Fort bij Rijnauwen en Fort Vechten: Tankversperringen en Tankhindernis                                 | Versperring              | 1914-1940 |           | Rhijnauwenselaan | 52° 3' 55" NB, 5° 10' 41" OL | 531091 | Upload foto       |
| Tussen Fort bij Rijnauwen en Fort Vechten: Scherfvrije schuilplaatsen type 1916 / I (A1)                      | Kazemat                  | 1916      |           |                  | 52° 4' 2" NB, 5° 10' 40" OL  | 531092 | Meer afbeeldingen |

### Fort bij Vechten
Op het Fort bij Vechten zelf zijn de volgende 24 onderdelen te vinden die een registratie als rijksmonument hebben:
| Object                                                         | Oorspronkelijke functie?  | Bouwjaar  | Architect | Locatie                       | Coördinaten?                 | Nr.?   | Afbeelding        |
| -------------------------------------------------------------- | ------------------------- | --------- | --------- | ----------------------------- | ---------------------------- | ------ | ----------------- |
| Nieuwe Hollandse Waterlinie Cluster 42. Fort Vechten, aardwerk | Omwalling                 | 1867-1869 |           | gelegen aan Marsdijk          | 52° 3' 31" NB, 5° 10' 4" OL  | 531253 | Meer afbeeldingen |
| Fort Vechten, reduit                                           | Fort, vesting en -onderdl | 1869-1870 |           | op het fort (bij)             | 52° 3' 33" NB, 5° 10' 1" OL  | 531254 | Meer afbeeldingen |
| Fort Vechten, brug naar het reduit                             | Fort, vesting en -onderdl |           |           | op het fort (bij)             | 52° 3' 34" NB, 5° 9' 59" OL  | 531255 | Meer afbeeldingen |
| Fort Vechten, flankbatterijen A en B                           | Militair verblijfsgebouw  | 1867-1869 |           | op het fort                   | 52° 3' 31" NB, 5° 10' 7" OL  | 531256 | Meer afbeeldingen |
| Fort Vechten, flankbatterij C                                  | Omwalling                 | 1867-1869 |           | op het fort                   | 52° 3' 34" NB, 5° 10' 10" OL | 531257 | Meer afbeeldingen |
| Fort Vechten, flankbatterij D                                  | Omwalling                 | 1910-1920 |           | op het fort                   | 52° 3' 28" NB, 5° 10' 3" OL  | 531258 | Meer afbeeldingen |
| Fort Vechten, reversbatterij G                                 | Omwalling                 | 1869      |           | op het fort                   | 52° 3' 36" NB, 5° 10' 9" OL  | 531259 | Meer afbeeldingen |
| Fort Vechten, reversbatterij H                                 | Omwalling                 | 1867-1869 |           | op het fort (bij)             | 52° 3' 27" NB, 5° 9' 60" OL  | 531260 | Meer afbeeldingen |
| Fort Vechten, flankbatterij E en remise L                      | Omwalling                 | 1867-1869 |           | op het fort (bij)             | 52° 3' 36" NB, 5° 10' 6" OL  | 531261 | Meer afbeeldingen |
| Fort Vechten, flankbatterij F en remise M                      | Omwalling                 | 1867-1869 |           | op het fort (bij)             | 52° 3' 29" NB, 5° 9' 57" OL  | 531262 | Meer afbeeldingen |
| Fort Vechten, remise en logement J                             | Bomvrij militair object   | 1867-1869 |           | op het fort (bij)             | 52° 3' 33" NB, 5° 10' 9" OL  | 531263 | Meer afbeeldingen |
| Fort Vechten, remise en logement K                             | Bomvrij militair object   | 1867-1869 |           | op het fort (bij)             | 52° 3' 29" NB, 5° 10' 4" OL  | 531264 | Meer afbeeldingen |
| Fort Vechten, wachthuis N                                      | Militair wachtgebouw      | 1869-1870 |           | op het fort (bij)             | 52° 3' 36" NB, 5° 10' 2" OL  | 531265 | Meer afbeeldingen |
| Fort Vechten, wachthuis O                                      | Militair wachtgebouw      | 1869-1870 |           | op het fort (bij)             | 52° 3' 31" NB, 5° 9' 56" OL  | 531266 | Meer afbeeldingen |
| Fort Vechten, remise P                                         | Bomvrij militair object   | 1881      |           | op het fort (bij)             | 52° 3' 35" NB, 5° 10' 12" OL | 531267 | Meer afbeeldingen |
| Fort Vechten, remise Q                                         | Bomvrij militair object   | 1881      |           | op het fort (bij)             | 52° 3' 26" NB, 5° 10' 2" OL  | 531268 | Upload foto       |
| Fort Vechten, remise R                                         | Bomvrij militair object   | 1881      |           | op het fort (bij)             | 52° 3' 26" NB, 5° 10' 2" OL  | 531269 | Upload foto       |
| Fort Vechten, remise S                                         | Bomvrij militair object   | 1881      |           | op het fort (bij)             | 52° 3' 30" NB, 5° 9' 56" OL  | 531270 | Meer afbeeldingen |
| Fort Vechten, remise T                                         | Bomvrij militair object   | 1881      |           | op het fort (bij)             | 52° 3' 29" NB, 5° 10' 10" OL | 531271 | Upload foto       |
| Fort Vechten, 3 koepelkazematten                               | Kazemat                   | 1939-1940 |           | op het fort (bij)             | 52° 3' 28" NB, 5° 10' 5" OL  | 531272 | Meer afbeeldingen |
| Fort Vechten, loodsen X en Z                                   | Militaire opslagplaats    | 1910-1920 |           | op het fort (bij)             | 52° 3' 29" NB, 5° 10' 1" OL  | 531273 | Meer afbeeldingen |
| Fort Vechten, wachthuis W                                      | Militair wachtgebouw      | 1920-1930 |           | op het fort (bij)             | 52° 3' 32" NB, 5° 9' 55" OL  | 531274 | Meer afbeeldingen |
| Schuilplaatsen type 1918/I kazematten                          | Omwalling                 | 1918      |           | ten zuidoosten v/h fort (bij) | 52° 3' 34" NB, 5° 10' 16" OL | 531275 | Meer afbeeldingen |
| Schuilplaatsen type 1915                                       | Omwalling                 | 1918      |           | ten zuidoosten v/h fort (bij) | 52° 3' 29" NB, 5° 10' 2" OL  | 531276 | Meer afbeeldingen |

### Tussenstelling 't Hemeltje-Vechten
Rond Vechten, binnen de grenzen van de gemeente Bunnik, bevinden zich 4 onderdelen van de Tussenstelling 't Hemeltje-Vechten die een beschermde status als rijksmonument hebben. Deze onderdelen vormen een zogenaamde tussenstelling: een geheel van defensieve werken tussen twee forten om deze opening te 'dichten'. Zie hieronder een overzicht. 
| Object                                                                                                 | Oorspronkelijke functie? | Bouwjaar  | Architect | Locatie                                       | Coördinaten?                | Nr.?   | Afbeelding  |
| --- | ------------------------ | --------- | --------- | --------------------------------------------- | --------------------------- | ------ | ----------- |
| Nieuwe Hollandse Waterlinie Cluster 48 Tussenstelling 't Hemeltje-Vechten: Groepsschuilplaatsen type P | Kazemat                  | 1939-1940 |           |                                               | 52° 3' 13" NB, 5° 9' 45" OL | 531111 | Upload foto |
| Tussenstelling 't Hemeltje-Vechten: Gietstalen koepelkazematten type G                                 | Kazemat                  | 1936      |           |                                               | 52° 3' 12" NB, 5° 9' 45" OL | 531279 | Upload foto |
| Tussenstelling 't Hemeltje-Vechten: Gietstalen koepelkazemtten type G                                  | Kazemat                  | 1936      |           |                                               | 52° 3' 23" NB, 5° 9' 43" OL | 531109 | Upload foto |
| Tussenstelling 't Hemeltje-Vechten: Tankhindernis / (anti)tankgracht                                   | Gracht                   | 1914-1945 |           | In oost-westrichting ten zuiden van Marsweg 3 | 52° 3' 7" NB, 5° 10' 6" OL  | 531236 | Upload foto |